# Scottish Premiership 2025-26
La Scottish Premiership 2025-26 (también conocida como William Hill Premiership por razones de patrocinio) es la 129.ª edición de la máxima competición profesional de fútbol en Escocia. El torneo comenzó el 2 de agosto de 2025 y finalizara en 2026.
Un total de 12 equipos participan en la competición, incluyendo 10 equipos de la temporada anterior, 1 proveniente de la William Hill Championship 2024-25 y ganador del playoff.
El Celtic es el campeón defensor.

## Sistema de competición
La competición consta de un grupo único integrado por doce clubes de toda la geografía escocia. Siguiendo un sistema de liga, los doce equipos se enfrentan todos contra todos en dos ocasiones, una en campo propio y otra en campo contrario, sumando un total de 22 jornadas. El orden de los encuentros se decide por sorteo antes de empezar la competición y la clasificación final se establece teniendo en cuenta los puntos obtenidos en cada enfrentamiento, a razón de tres por partido ganado, uno por empate y ninguno en caso de derrota.

### Clasificación para competiciones europeas
Los dos mejores equipos se clasificarán para la Liga de Campeones de la UEFA 2026-27. El campeón de la Copa de Escocia 2025-26 no clasificado a la Liga de Campeones de la UEFA 2026-27 clasificará a la Liga Europa de la UEFA 2026-27. Los siguientes dos mejores equipos ubicados y no clasificados a la Liga de Campeones de la UEFA 2026-27 y a la Liga Europa de la UEFA 2026-27 clasificarán a la Liga Conferencia de la UEFA 2026-27 y el último descenderá a la William Hill Championship 2026-27.
No obstante, esta distribución se puede ver alterada si alguno de los equipos que han obtenido una plaza en alguna competición europea a través de las competiciones nacionales hubiera obtenido una plaza diferente tras la consecución de algún título europeo en la misma temporada, o hubiera obtenido dos plazas distintas en competiciones nacionales (una a través de la Liga y otra a través de la Copa), provocando así las siguientes dos excepciones:
- Excepción de la Copa de Escocia: Si un equipo obtiene una plaza para la Liga Europa de la UEFA por ganar la Copa de Escocia, pero finaliza la temporada entre los dos primeros clasificados de la William Hill Premiership, la plaza obtenida en Copa pasa al tercero clasificado, siendo el equipo clasificado en quinto lugar quien acceda a la plaza de la Liga Conferencia de la UEFA.

## Relevos
| Pos. | Descendidos a William Hill Championship |
| ---- | --------------------------------------- |
| 11.º | Ross County                             |
| 12.º | St. Johnstone                           |

| Pos. | Ascendidos de William Hill Championship |
| ---- | --------------------------------------- |
| 1.º  | Falkirk                                 |
| 2.º  | Livingston                              |

## Información
| Equipo                            | Ciudad     | Entrenador                       | Estadio                         | Capacidad | Proveedor |
| --------------------------------- | ---------- | -------------------------------- | ------------------------------- | --------- | --------- |
| Aberdeen Football Club            | Aberdeen   | Jimmy Thelin                     | Pittodrie Stadium               | 20 866    | Adidas    |
| Celtic Football Club              | Glasgow    | Brendan Rodgers                  | Celtic Park                     | 60 411    | Adidas    |
| Dundee Football Club              | Dundee     | Steven Pressley                  | Dens Park                       | 11 775    | Macron    |
| Dundee United Football Club       | Dundee     | Jim Goodwin                      | The CalForth Construction Arena | 14 223    | Erreà     |
| Falkirk Football Club             | Falkirk    | John McGlynn                     | Falkirk                         | 7 937     | O'Neills  |
| Heart of Midlothian Football Club | Edimburgo  | Derek McInnes                    | Tynecastle Park                 | 19 852    | Hummel    |
| Hibernian Football Club           | Edimburgo  | David Gray                       | Easter Road                     | 20 421    | Joma      |
| Kilmarnock Football Club          | Kilmarnock | Stuart Kettlewell                | The BBSP Stadium Rugby Park     | 15 003    | Hummel    |
| Livingston Football Club          | Livingston | David Martindale                 | Estadio Almondvale              | 9 713     | Joma      |
| Motherwell Football Club          | Motherwell | Jens Berthel Askou               | Fir Park                        | 13 677    | Macron    |
| Rangers Football Club             | Glasgow    | Russell Kenneth Alexander Martin | Ibrox Stadium                   | 51 700    | Umbro     |
| St. Mirren Football Club          | Paisley    | Stephen Robinson                 | The SMISA Stadium               | 7 937     | Macron    |

### Cambios de entrenadores
| Equipo              | Entrenador (Jornadas) | Fecha de vacante   | Tipo de salida                     | Posición en la tabla | Entrenador entrante              | Fecha de nombramiento |
| ------------------- | --------------------- | ------------------ | ---------------------------------- | -------------------- | -------------------------------- | --------------------- |
| Kilmarnock          | Derek McInnes         | 16 de mayo de 2025 | Contratado por Heart of Midlothian | Pretemporada         | Stuart Kettlewell                | 26 de mayo de 2025    |
| Heart of Midlothian | Liam Fox              | 17 de mayo de 2025 | Fin de interinidad                 | Pretemporada         | Derek McInnes                    | 19 de mayo de 2025    |
| Rangers             | Barry Ferguson        | 18 de mayo de 2025 | Fin de interinidad                 | Pretemporada         | Russell Kenneth Alexander Martin | 5 de junio de 2025    |
| Dundee              | Tony Docherty         | 19 de mayo de 2025 | Despedido                          | Pretemporada         | Steven Pressley                  | 2 de junio de 2025    |
| Motherwell          | Michael Wimmer        | 23 de mayo de 2025 | Contratado por Jahn Regensburg     | Pretemporada         | Jens Berthel Askou               | 13 de junio de 2025   |

## Localización
| Región            | N.º | Equipos                         |
| ----------------- | --- | ------------------------------- |
| Dundee            | 2   | Dundee y Dundee United          |
| Edimburgo         | 2   | Heart of Midlothian y Hibernian |
| Glasgow           | 2   | Celtic y Rangers                |
| Aberdeen          | 1   | Aberdeen                        |
| East Ayrshire     | 1   | Kilmarnock                      |
| Falkirk           | 1   | Falkirk                         |
| North Lanarkshire | 1   | Motherwell                      |
| Renfrewshire      | 1   | St. Mirren                      |
| West Lothian      | 1   | Livingston                      |

## Clasificación

### Tabla de posiciones
| Pos. | Equipo              | Pts. | PJ | G | E | P | GF | GC | Dif. | Clasificación 2025-26 |
| ---- | ------------------- | ---- | -- | - | - | - | -- | -- | ---- | --------------------- |
| 1    | Heart of Midlothian | 6    | 2  | 2 | 0 | 0 | 5  | 2  | +3   | Grupo Campeonato      |
| 2    | Celtic              | 6    | 2  | 2 | 0 | 0 | 3  | 0  | +3   | Grupo Campeonato      |
| 3    | Livingston          | 4    | 2  | 1 | 1 | 0 | 5  | 3  | +2   | Grupo Campeonato      |
| 4    | Hibernian           | 4    | 2  | 1 | 1 | 0 | 4  | 3  | +1   | Grupo Campeonato      |
| 5    | Kilmarnock          | 2    | 2  | 0 | 2 | 0 | 4  | 4  | 0    | Grupo Campeonato      |
| 6    | Rangers             | 2    | 2  | 0 | 2 | 0 | 2  | 2  | 0    | Grupo Campeonato      |
| 7    | Motherwell          | 2    | 2  | 0 | 2 | 0 | 1  | 1  | 0    | Grupo Descenso        |
| 8    | Dundee United       | 1    | 2  | 0 | 1 | 1 | 4  | 5  | −1   | Grupo Descenso        |
| 9    | Dundee              | 1    | 2  | 0 | 1 | 1 | 2  | 3  | −1   | Grupo Descenso        |
| 10   | St. Mirren          | 1    | 2  | 0 | 1 | 1 | 0  | 1  | −1   | Grupo Descenso        |
| 11   | Falkirk             | 1    | 2  | 0 | 1 | 1 | 3  | 5  | −2   | Grupo Descenso        |
| 12   | Aberdeen            | 0    | 2  | 0 | 0 | 2 | 0  | 4  | −4   | Grupo Descenso        |

Actualizado a los partidos jugados el 10 de agosto de 2025.
 Fuente: William Hill Premiership
Criterios de clasificación: Puntos · Diferencia de goles · Goles a favor · Enfrentamientos Directos · Diferencia de goles directa · Play-off (El criterio 6 solo se utilizará cuando se defina al Campeón, Clasificación a Competiciones europeas y para definir el descenso o promoción (Puesto 11)).

### Resultados
Cada equipo juega de ida y vuelta contra todos los demás equipos de la liga, además de once partidos adicionales, sumando un total de 33 partidos.
| Local \ Visitante | ABE | CEL | DFC | DUT | FAL | HEA | HIB | KIL | LIV | MOT | RAN | STM |
| ----------------- | --- | --- | --- | --- | --- | --- | --- | --- | --- | --- | --- | --- |
| Aberdeen          | —   | 0–2 |     |     |     |     |     |     |     |     |     |     |
| Celtic            |     | —   |     |     |     |     |     |     |     |     | a   | 1–0 |
| Dundee            |     |     | —   |     |     |     | 1–2 |     |     |     |     |     |
| Dundee United     |     |     |     | —   |     | 2–3 |     |     |     |     |     |     |
| Falkirk           |     |     |     | 2–2 | —   |     |     |     |     |     |     |     |
| Hearts            | 2–0 |     |     |     |     | —   | a   |     |     |     |     |     |
| Hibernian         |     |     |     |     |     | a   | —   | 2–2 |     |     |     |     |
| Kilmarnock        |     |     |     |     |     |     |     | —   | 2–2 |     |     |     |
| Livingston        |     |     |     |     | 3–1 |     |     |     | —   |     |     |     |
| Motherwell        |     |     |     |     |     |     |     |     |     | —   | 1–1 |     |
| Rangers           |     | a   | 1–1 |     |     |     |     |     |     |     | —   |     |
| St. Mirren        |     |     |     |     |     |     |     |     |     | 0–0 |     | —   |

| Local \ Visitante | ABE | CEL | DFC | DUT | FAL | HEA | HIB | KIL | LIV | MOT | RAN | STM |
| ----------------- | --- | --- | --- | --- | --- | --- | --- | --- | --- | --- | --- | --- |
| Aberdeen          | —   |     |     |     |     |     |     |     |     |     |     |     |
| Celtic            |     | —   |     |     |     |     |     |     |     |     | a   |     |
| Dundee            |     |     | —   |     |     |     |     |     |     |     |     |     |
| Dundee United     |     |     |     | —   |     |     |     |     |     |     |     |     |
| Falkirk           |     |     |     |     | —   |     |     |     |     |     |     |     |
| Hearts            |     |     |     |     |     | —   | a   |     |     |     |     |     |
| Hibernian         |     |     |     |     |     | a   | —   |     |     |     |     |     |
| Kilmarnock        |     |     |     |     |     |     |     | —   |     |     |     |     |
| Livingston        |     |     |     |     |     |     |     |     | —   |     |     |     |
| Motherwell        |     |     |     |     |     |     |     |     |     | —   |     |     |
| Rangers           |     | a   |     |     |     |     |     |     |     |     | —   |     |
| St. Mirren        |     |     |     |     |     |     |     |     |     |     |     | —   |

### Evolución de la clasificación
| Equipo              | 01 | 02 | 03 | 04 | 05 | 06 | 07 | 08 | 09 | 10 | 11 | 12 | 13 | 14 | 15 | 16 | 17 | 18 | 19 | 20 | 21 | 22 |
| ------------------- | -- | -- | -- | -- | -- | -- | -- | -- | -- | -- | -- | -- | -- | -- | -- | -- | -- | -- | -- | -- | -- | -- |
| Aberdeen            |    |    |    |    |    |    |    |    |    |    |    |    |    |    |    |    |    |    |    |    |    |    |
| Celtic              |    |    |    |    |    |    |    |    |    |    |    |    |    |    |    |    |    |    |    |    |    |    |
| Dundee              |    |    |    |    |    |    |    |    |    |    |    |    |    |    |    |    |    |    |    |    |    |    |
| Dundee United       |    |    |    |    |    |    |    |    |    |    |    |    |    |    |    |    |    |    |    |    |    |    |
| Falkirk             |    |    |    |    |    |    |    |    |    |    |    |    |    |    |    |    |    |    |    |    |    |    |
| Heart of Midlothian |    |    |    |    |    |    |    |    |    |    |    |    |    |    |    |    |    |    |    |    |    |    |
| Hibernian           |    |    |    |    |    |    |    |    |    |    |    |    |    |    |    |    |    |    |    |    |    |    |
| Kilmarnock          |    |    |    |    |    |    |    |    |    |    |    |    |    |    |    |    |    |    |    |    |    |    |
| Livingston          |    |    |    |    |    |    |    |    |    |    |    |    |    |    |    |    |    |    |    |    |    |    |
| Motherwell          |    |    |    |    |    |    |    |    |    |    |    |    |    |    |    |    |    |    |    |    |    |    |
| Rangers             |    |    |    |    |    |    |    |    |    |    |    |    |    |    |    |    |    |    |    |    |    |    |
| St. Mirren          |    |    |    |    |    |    |    |    |    |    |    |    |    |    |    |    |    |    |    |    |    |    |